# Separapp
Separapp és una aplicació mòbil publicada en el context del Referèndum sobre la independència de Catalunya que permet saber si l'empresa introduïda al seu cercador té la seu social a Catalunya per a facilitar el boicot als productes catalans. De tal manera que no diferència si aquestes empreses donen suport o no a la independència de Catalunya. És gratuïta i està disponible per a Android.